# Поток-Малий
Поток-Малий (пол. Potok Mały) — село в Польщі, у гміні Єнджеюв Єнджейовського повіту Свентокшиського воєводства.
Населення — 194 особи (2011).
У 1975-1998 роках село належало до Келецького воєводства.

## Демографія
Демографічна структура на день 31 березня 2011 року:
|          | Загалом | Допрацездатний вік | Працездатний вік | Постпрацездатний вік |
| -------- | ------- | ------------------ | ---------------- | -------------------- |
| Чоловіки | 108     | 32                 | 61               | 15                   |
| Жінки    | 86      | 12                 | 59               | 15                   |
| Разом    | 194     | 44                 | 120              | 30                   |